# Museu Napoleão

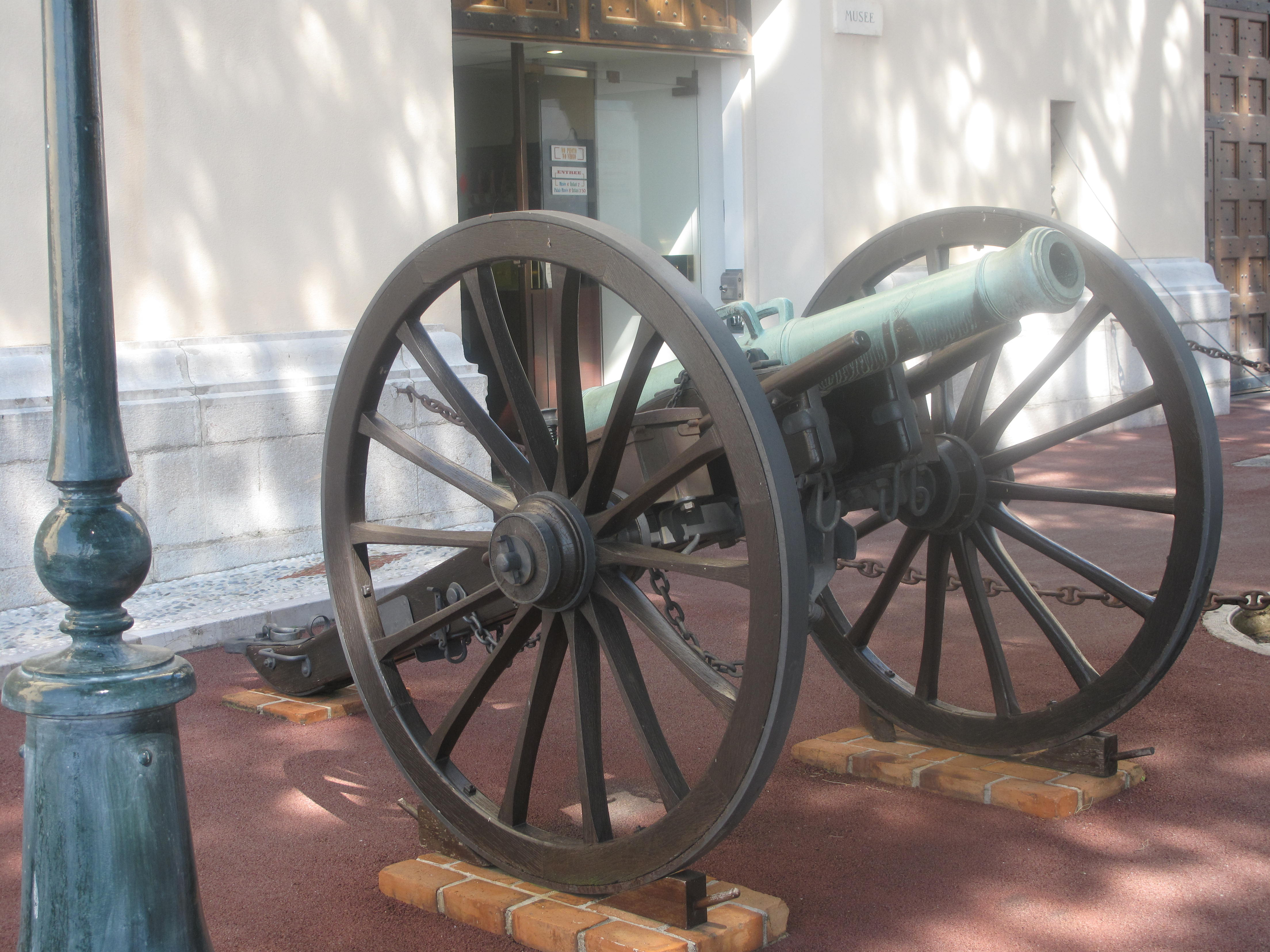
Canhão situado na entrada do Museu Napoleão

O Museu Napoleão situava-se em Monaco-Ville, no Mónaco, e era um museu de artefatos pertencentes ao Imperador francês Napoleão I.
O museu, que era anexado ao Palácio do Príncipe de Mônaco, continha uma coleção reunida pelo Príncipe Luís II. A coleção continha muitos objetos do Imperador, incluindo cartas e documentos relacionados com o seu reinado e com a conquista da Europa, bem como relíquias do seu exílio e prisão em Santa Helena (território). Também estava incluído na coleção, o vestuário que pertenceu a Napoleão.
Numa mezzanine, no piso do museu, eram exibidos itens de importância histórica relacionadas com a principado do Mónaco, incluindo a Carta da Independência do Mónaco, o parecer favorável dado pelo rei Luís XII da França.